# Ростанський (заказник)
Ро́станський зака́зник — лісовий заказник місцевого значення в Україні. Розташований у межах Шацького району Волинської області, на північ від села Кам'янка і на схід від села Ростань. 
Площа 14,6 га. Статус надано згідно з рішенням Волинської обласної ради № 17/19 від 17.03.1994 року. Перебуває у віданні ДП «Шацьке УДЛГ» (Ростанське л-во, кв. 34, вид. 2, 3, 9, 12). 
Створений з метою збереження частини лісового масиву — клонової плантації з високопродуктивним сосновим насадженням. Сосни висадили в 1967 році. Для цього використали елітне насіння з 63 областей України, Росії і Прибалтійських держав. Насадження є важливою лісонасіннєвою базою. 
У 2010 р. ввійшов до складу Шацького національного природного парку.

## Галерея

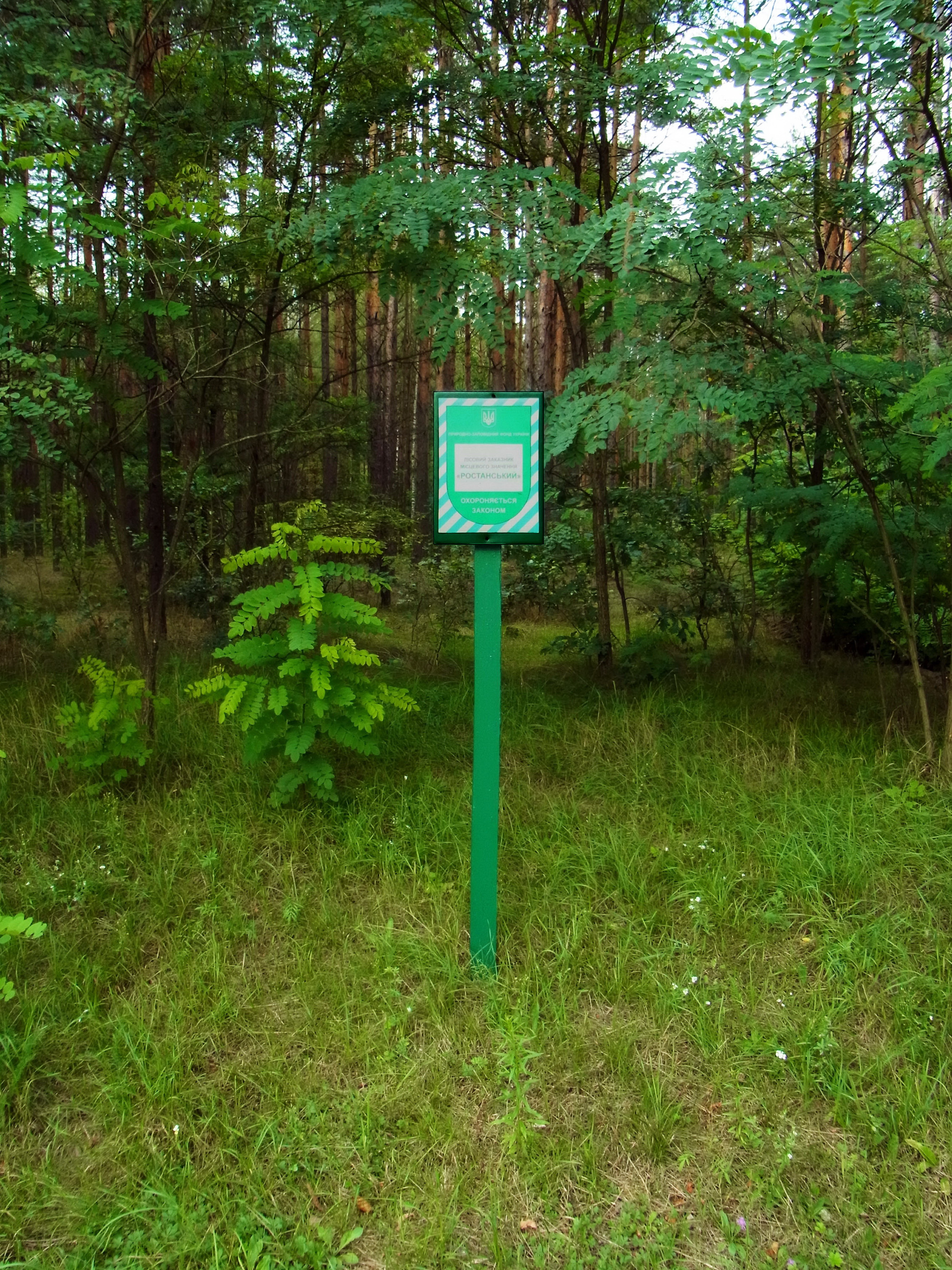
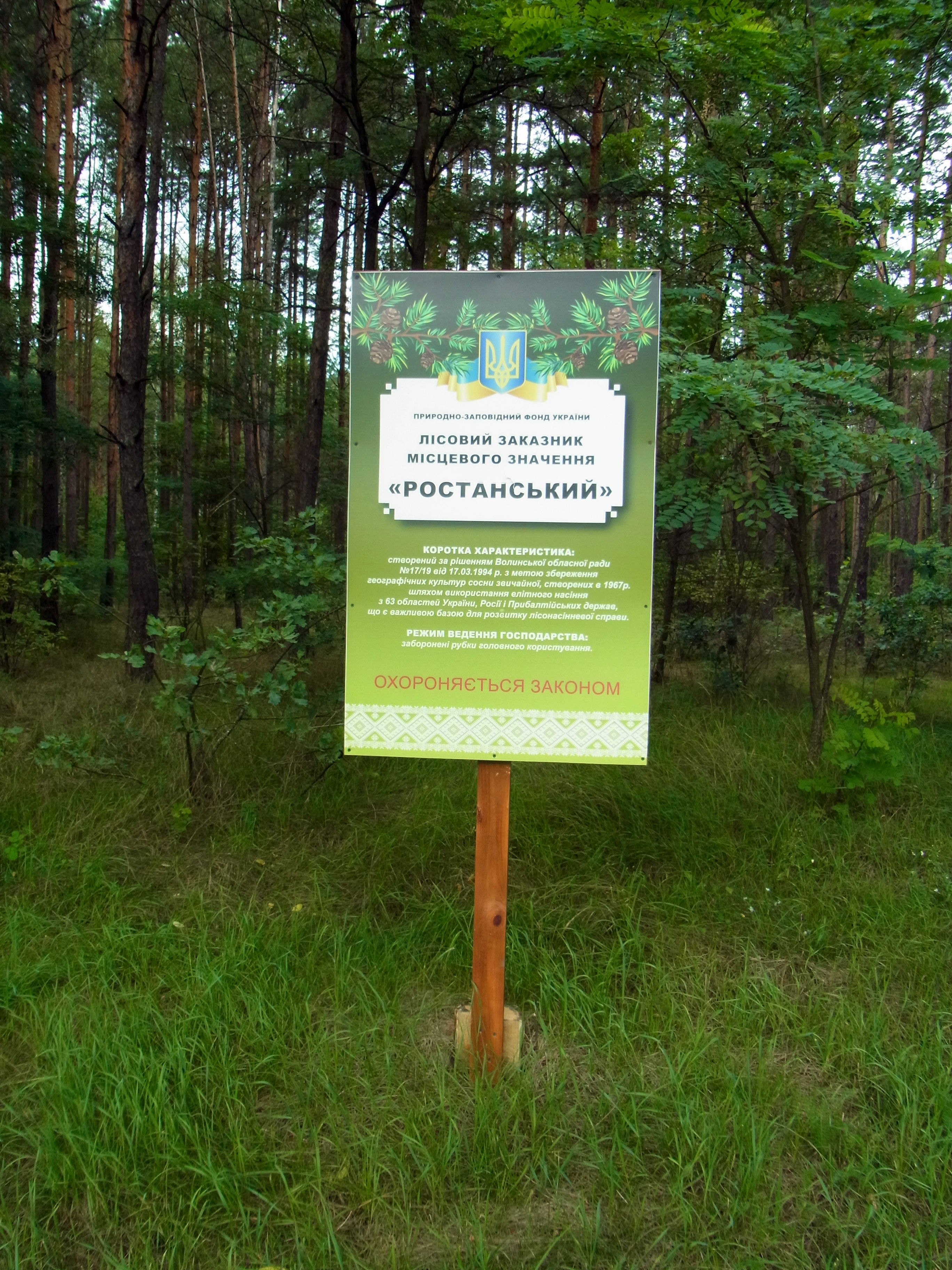
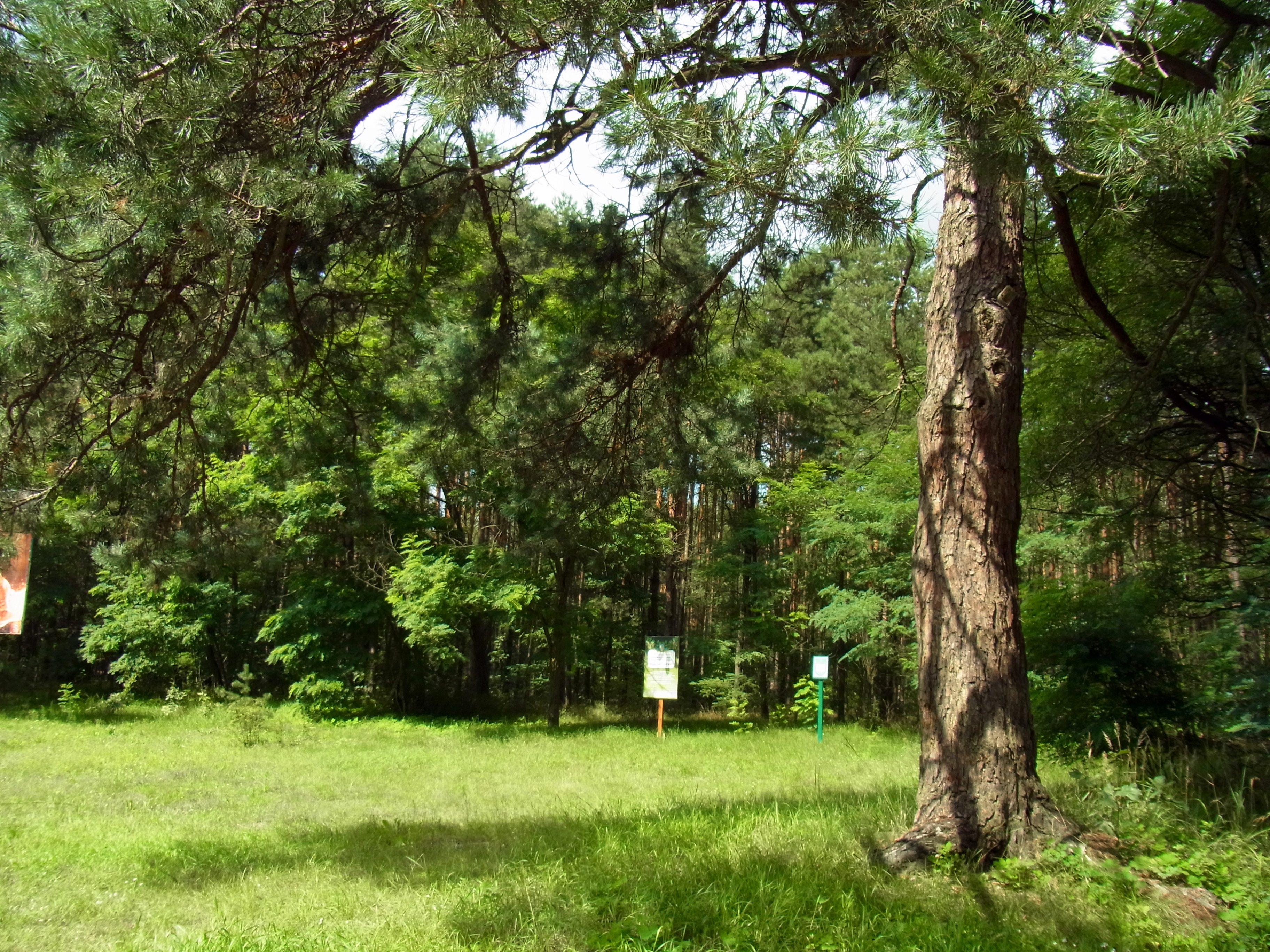
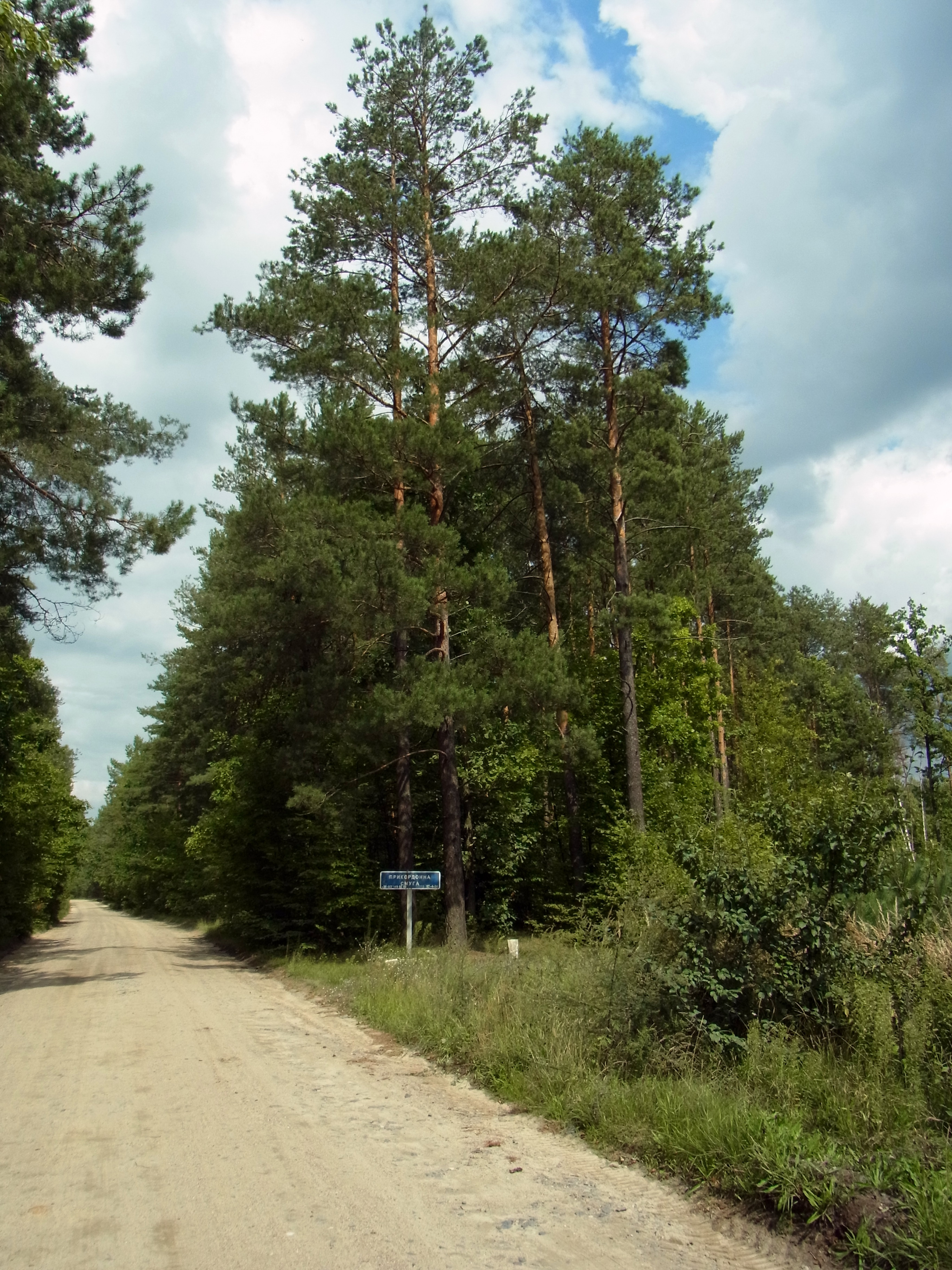
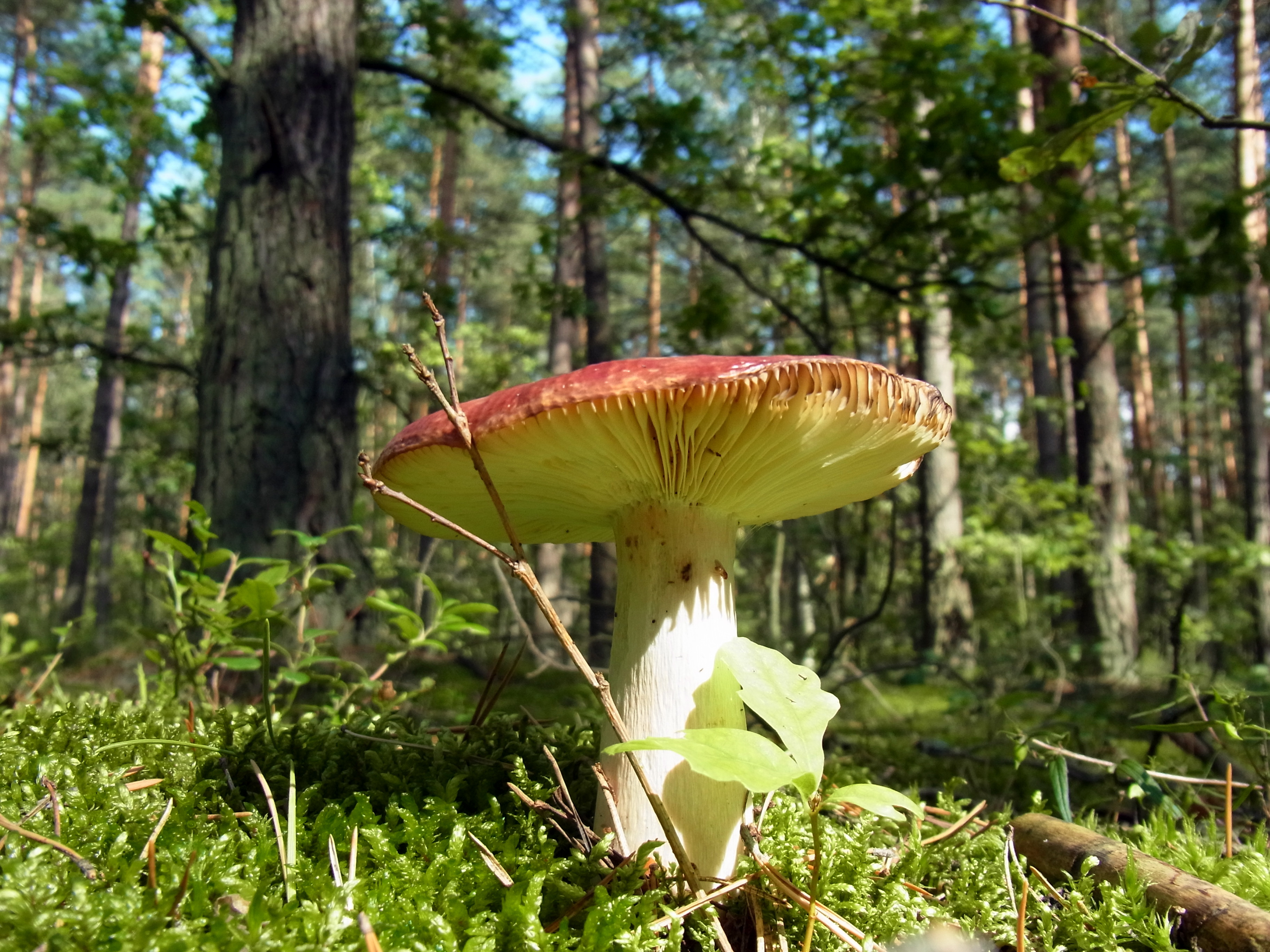
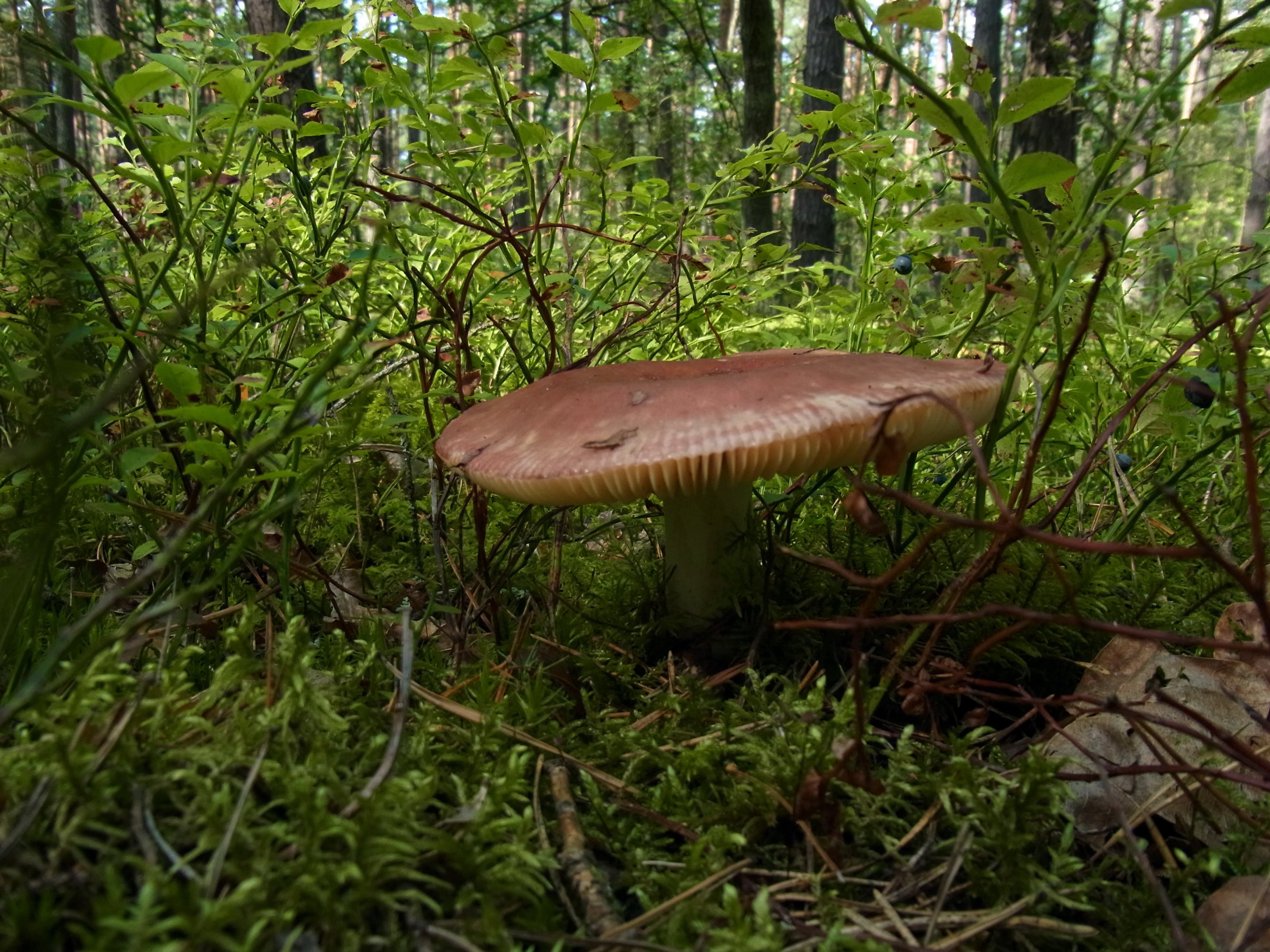